# Richard Beymer
George Richard Beymer Jr. (ur. 20 lutego 1938 w Avoca w stanie Iowa) – amerykański aktor, filmowiec, fotograf, rzeźbiarz i malarz.
Nominowany do Złotego Globu dla najlepszego aktora w filmie komediowym lub musicalu za kreację w musicalu West Side Story (1961). Odtwórca roli Benjamina Horne’a w serialu telewizyjnym Miasteczko Twin Peaks (1990–1991, 2017).

## Filmografia

### Filmy
- 1951: Czternaście godzin (Fourteen Hours)
- 1953: So Big jako Roelf
- 1953: Stacja końcowa (Stazione Termini) jako Paul
- 1957: Johnny Tremain jako Rab Silsbee
- 1959: Pamiętnik Anny Frank (The Diary of Anne Frank) jako Peter Van Daan
- 1960: Najwyższy czas (High Time) jako Bob Bannerman
- 1961: West Side Story jako Tony
- 1962: Bachelor Flat jako Mike Pulaski
- 1962: Przygody młodego człowieka (Hemingway's Adventures of a Young Man) jako Nick Adams
- 1962: Najdłuższy dzień (The Longest Day) jako sierżant Dutch Schultz
- 1962: Five Finger Exercise jako Philip Harrington
- 1963: The Stripper jako Kenny Baird
- 1969: Scream Free! jako Dean
- 1983: Cross Country jako Evan Bley
- 1989: Cicha noc, śmierci noc 3: Przygotuj się na najgorsze (Silent Night, Deadly Night 3: Better Watch Out!) jako dr Newbury
- 1985: Generation
- 1992: Czarny pas (Blackbelt) jako Eddie Di Angelo
- 1992: Wyspa grozy (Danger Island) jako Ben
- 1993: Zawiłe śledztwo (Under Investigation) jako doktor Jerry Parsons
- 1994: Stan pogotowia (State of Emergency) jako dr Ronald Frames
- 1994: Moja dziewczyna 2 (My Girl 2) jako Peter Webb
- 1995: Chwila śmierci (The Little Death) jako oskarżyciel
- 1996: Wtajemniczenie (Foxfire) jako pan Parks
- 1996: Inna twarz (A Face to Die for) jako doktor Matthew Sheridan
- 1997: Zniknięcie Kevina Johnsona (The Disappearance of Kevin Johnson) jako Chad Leary
- 2000: Home the Horror Story jako Bob Parkinson

### Seriale TV
- 1966: Doktor Kildare jako Jack Elder
- 1986: Na wariackich papierach jako Ray Adamson
- 1987: Napisała: Morderstwo jako Morgan McCormack
- 1987: Dallas jako Jeff Larkin
- 1990-91: Miasteczko Twin Peaks (Twin Peaks) jako Benjamin Horne
- 1991: Napisała: Morderstwo jako Charles Lawton Standish
- 1993: Star Trek: Stacja kosmiczna jako Li Nalas
- 1993: Napisała: Morderstwo jako Richard Lefko / Lou Keramides
- 1996: Z Archiwum X jako dr Jack Franklin
- 1996: Nowe przygody Flippera jako Andrew Cantrell
- 1996: Napisała: Morderstwo jako Dirk Mathison
- 1999: Portret zabójcy jako Martin Fizer
- 2001: Sprawy rodzinne (Family Law) jako Richard Collins